# Pandora (I Cavalieri dello zodiaco)
Pandora (パンドラ?) è un personaggio della serie anime e manga I Cavalieri dello zodiaco.
Ispirata all'omonimo personaggio mitologico, è la sacerdotessa e comandante delle armate del dio Ade, nonché sorella della sua reincarnazione più recente. Il personaggio è apparso sia nell'opera principale che in quelle derivate, ad eccezione del manga Episode G (dove viene invece citata la Pandora mitologica) e dei lungometraggi.

## Personaggio
Nella serie appaiono tre diverse versioni di Pandora: la Pandora della serie classica (indicata anche come Pandora Heinstein, dal nome della sua famiglia) apparsa nell'ultima parte del manga e nella serie di OAV da esso tratta, quella apparsa nel manga sequel Next Dimension e infine quella del manga e dell'anime Lost Canvas.
In tutte queste sue diverse incarnazioni Pandora viene disegnata come una giovane donna dai capelli corvini, vestita con lunghi vestiti neri (spesso una veste sacerdotale simile a quella del Grande Sacerdote di Atena o un abito da sera), con un anello a forma di serpente al dito medio sinistro e al collo una collana che le permette di accedere al mondo dei morti. Spesso viene vista suonare l'arpa, mentre come arma utilizza un tridente ornato con un serpente all'altezza della lama.
Vista la sua posizione di comandante in capo dell'armata di Ade, gli Specter le si rivolgono usando in originale il suffisso onorifico -sama ( 様?), reso nelle varie traduzioni italiane con appellativi nobile, lady o vostra eccellenza.

### Serie classica
Tredici anni prima dell'inizio della serie, quando era una bambina figlia di una ricca famiglia tedesca (gli Heinstein), Pandora fu spinta da una forza misteriosa ad entrare in un capanno abbandonato e ad aprire un cofanetto con il sigillo di Atena liberando così gli dei Hypnos e Thanatos, rinchiusi al tempo dell'ultima guerra sacra.

Poco tempo dopo dalla madre della piccola nacque lo spirito di Ade e Pandora cercò l'uomo con il corpo più puro del pianeta in cui il dio potesse reincarnarsi: trovò Shun, ma non riuscì nel suo intento sia per l'intervento di Ikki, che difese sino allo stremo suo fratello, sia per il manifestarsi del cosmo del futuro cavaliere di Andromeda, che le impedì di toccarlo. Pandora allora rinunciò rinviando l'unione dell'anima di Hades con Shun ma mise al collo del bambino un ciondolo con la scritta Yours Ever a testimonianza del fatto che il corpo del giovane appartiene al dio dell'oltretomba.
In quanto sorella terrena di Ade, Pandora nutre per quest'ultimo un sentimento di affetto misto a venerazione e lo segue perché crede che col suo dominio tutti gli esseri viventi potranno ottenere la vita eterna e la Terra diventerà un paradiso: a suo dire vivere come sorella (o come preciserà ella stessa "come sua schiava") del dio dei morti ha fatto sì che vedesse il mondo grigio e privo di colori, opinione che muterà grazie ai Saint di Atena.
Durante la battaglia contro Atena, Pandora, capo di tutti gli Specter, risiede al castello di Hades e aspetta pazientemente che i Cavalieri d'oro resuscitati da Hades che ha inviato al Santuario le portino la testa della dea. In seguito, grazie all'incontro alla Giudecca - quartier generale di Hades nell'oltretomba - con i Cavalieri nemici, e in particolare con Ikki (verso il quale sviluppa un sentimento affettivo), si convince ad aiutarli perché capisce che sono loro dalla parte del giusto: per questo suo tradimento viene uccisa da Thanatos, ma prima di spirare donerà a Ikki la collana che le permetteva di muoversi liberamente all'Inferno, grazie alla quale il Cavaliere della Fenice supererà la super-dimensione giungendo nei Campi Elisi.

### Next Dimension(in corso)
La Pandora apparsa nel sequel del manga classico Saint Seiya - Next Dimension - Myth of Hades non ha mostrato differenze caratteriali con la sua controparte classica, anche se possiede una pettinatura differente. Il suo ruolo è stato quello di far trovare ad Aron la spada di Ade e di far risvegliare il dio dentro di lui in modo da condurlo al suo castello e di dare ordini all'ex-Cavaliere di Atena, ora Specter di Garuda, Suikyo, di condurre l'attacco al Santuario. Un flashback ha rivelato che è stata lei a mandare a Suikyo la proposta di passare dalla loro parte, pena la sofferenza eterna dell'anima del fratellino morente del Cavaliere chiamato Suisho.
Il piano principale di questa Pandora consiste nel far sì che i più forti Cavalieri di Atena si uccidano fra loro, potendo contare su un gruppo di traditori tra cui il Sommo Sacerdote e il Cavaliere dei Pesci, in modo che l'armata infernale possa vincere facilmente la guerra sacra. Dopo la morte di Suikyo avvenuta al Santuario, dà ordine a una truppa di Specter capitanati da Vermeer del Grifone (uno dei 3 Giudici dell'Ade) di andare al Santuario per uccidere Atena/Saori.In seguito invia a Firenze alcuni Spectres di Hades (tra cui un Giudice degli Inferi) per uccidere la reincarnazione di Atena del diciottesimo secolo di nome Sasha.

### Lost Canvas
La Pandora apparsa nell'opera non canonica I Cavalieri dello zodiaco - The Lost Canvas - Il mito di Ade si presenta fisicamente simile alla sua controparte classica, con la differenza che si dimostra molto più spietata, sia verso i nemici che verso gli Specter (arrivando ad ammettere di poterne usufruire come vuole in quanto loro superiore) oltre a nutrire un atteggiamento iperprottettivo nei confronti di Ade. Nella storia viene infatti detto che Pandora rinasce in ogni epoca per prendersi cura del corpo ospite di Ade come se fosse sua sorella maggiore, difatti il Grande Sacerdote Sage (che ha conosciuto la Pandora della guerra sacra del 1500) definisce la donna come "Colei che libera il male nel mondo. La donna che da sempre detiene il comando dell'armata infernale al fianco del suo re.". Successivamente viene svelato che anche questa Pandora è la sorella maggiore di Ade, il cui spirito fu però rapito dallo Specter Yoma di Mefistofele che lo inserì nel corpo di Aron per i suoi fini personali, sebbene fino a tale rivelazione Pandora credeva che la responsabile fosse la sua cameriera Partita (compagna di Yoma e madre di Tenma) a cui era molto affezionata.

## Poteri e abilità
- Serie Classica

Pandora non possiede veri e propri poteri legati al cosmo, sebbene riesca a percepire quelli altrui, e infatti tutte le sue abilità sembrano provenire da oggetti in suo possesso. Possiede una collana che le permette di muoversi liberamente nel mondo dei morti e di raggiungere anche l'Elisio, un piccolo anello a forma di serpente e la sua arma preferita, un tridente grazie al quale può lanciare scariche elettriche ed è anche in grado di teletrasportare. Sembra inoltre dotata di abilità paranormali, ricevute dagli dei gemelli, come il potere di evocare fulmini.
- Next Dimension

In Next Dimension sequel canonico della serie classica dimostra di avere grandi poteri telepatici, ha lo stesso aspetto della Pandora della serie classica (tranne per i capelli più corti) e porta anche un anello a forma di serpente identico a quello della Pandora del XX secolo.
Inoltre è in grado di percepire il cosmo dell'altri anche a distanza enormi.

## Altri media
Nella sua versione classica Pandora appare anche nel trailer realizzato dai disegnatori francesi Olivier Gilbert e Jerome Alquiè presentato dagli autori alla Fiera del cinema di Lione prima della messa in produzione degli OVA, e nel videogioco I Cavalieri dello zodiaco - Hades come personaggio non giocabile sempre doppiata da Maaya Sakamoto. Di questa versione classica del personaggio esiste anche un modellino Myth uscito come Premium nel 2006, il primo rappresentante un personaggio femminile della saga.